# 山东人民抗日救国军第三军
山东人民抗日救国军第三军，抗日战争时期在山东省胶东地区成立的一支由中国共产党领导的抗日武装。1937年12月24日，中共胶东特委理琪发动天福山起义成立，1938年9月18日改编为八路军山东纵队第五支队。

## 成立背景
1937年7月7日，卢沟桥事变爆发，日本发动全面侵华战争。9月22日，中国国民党中央通讯社以《中国共产党为公布国共合作宣言》为题发表中国共产党中央委员会交付中国国民党的《中共中央为公布国共合作宣言》，以国共合作为基础的抗日民族统一战线正式形成。
1937年10月，中共山东省委制定了分区域发动抗日武装起义的计划，将山东划分了冀鲁边、胶东、鲁中、鲁东等等十个区域，每个区域在发动武装起义后以“抗日游击队”或“山东人民抗日救国军”的名义各成立一军，其中胶东地区计划是成立第三军。

## 历史
在日军入侵之前，胶东半岛就是中国共产党在山东各个地区中基础较好的，有中共胶东特委等各级组织和大量的中共党员。1937年12月，日军入侵青岛、烟台等地，中共胶东特委决定发动抗日武装起义。12月24日，胶东特委以由第一次国共内战时期一一·四暴动失败后幸存武装构成的昆嵛山红军游击队为基础，在文登、荣成、威海边界的天福山发动起义，成立了“山东人民抗日救国军第三军第一大队”，于得水任大队长，宋澄任政委。第三军第一大队在起义后向西转移，12月30日在文登县岭上村遭到国民政府文登县长李毓英部数百人围攻，宋澄等谈判代表被逮捕，于得水率余部突围。
同时，特委书记理琪等领导成员则在天福山起义后前往威海卫组织领导武装起义。1938年1月上旬，理琪等人相继到达威海卫，中共威海特支由理琪直接领导。1938年1月15日，威海起义爆发。支持中共抗日主张的威海卫管理公署专员孙玺风在离职后把专员公署库存的近百支枪和大宗军用物资交给了威海起义部队。其时，文登县政府因抗日形势压力等因素释放了宋澄等人。1938年1月19日，天福山起义和威海起义的两支队伍合编，成立“胶东军政委员会”，理琪任主席，吕志恒任副主席，同时成立“山东人民抗日救国军第三军司令部”，理琪兼任司令，林一山任政治部主任。第三军司令部下辖两个大队和一个特务队，一大队长为孙端夫、政治委员为宋澄、副大队长为司绍基，二大队长为于得水，特务队队长为杜梓林、指导员为孙镜秋。理琪率第三军从文登出发西上抗日，到达文登、牟平两县交界处的崔家口村一带，待机与日军作战。2月7日，退守昆嵛山北麓的牟平县保安大队大队长张建勋向当时中共在牟平县做士兵运动工作的贺致平表示有意准备攻打牟平县城，贺致平写信向理琪报告这一情况。理琪分析后认为攻打牟平城有很多的有利条件：伪政权立足未稳；可提高抗战胜利信心；可锻炼部队作战经验，鼓舞战斗意志；可夺取敌人武器来武装自己；和友军协同作战有利于扩大和巩固抗日民族统一战线。于是决定胶东特委副书记吕志恒率领二大队留守崔家口，理琪率一大队和特务队袭击牟平城。
1938年2月13日上午，理琪率部攻占了被日军占领后交给傀儡政府的牟平城，携战利品撤出县城后进入城南山区休整，指挥部在离县城东南3华里的雷神庙开会研究下一步的安排。后因负责阻击和警戒的部队缺乏战斗经验，中午12点左右，留在雷神庙开回的理琪等二十多人被从烟台赶来驰援的日军包围，雷神庙战斗爆发。虽然当天夜里，理琪等人在张建勋部队的策应下突围，当理琪、林一山、宋澄等均在战斗中负伤，理琪因腹部连中三弹在撤退途中因伤重牺牲。残部带伤员于2月14日返回了崔家口。
1938年3月上旬，第三军进驻牟平县观水镇。3月中旬，第三军第一路进驻福山县绍瑞口、巴家寨等村。3月19日，第三军第一路，栖霞县县长辛诚一所部山东抗日第五纵队，栖东警察局局长刘万岭部和栖霞县大刀会等共2000余人联合包围福山县城。五天后，已投降日军出任福山县县长的原代理县长陈昱经谈判同意接受改编。3月下旬，福山县保安队被改编为第三军福山别动总队，陈昱任总队长。25日，福山县抗日民主政府成立，陈昱任主席，第三军代表赵野民任副主席。5月初，第三军总部向西迁移到黄县，陈昱于5月4日制造了东厅分裂事件，驱逐了福山县内的共产党军政人员。
1938年1月中旬，成立于1937年11月的黄县抗日救亡团与中共胶东特委、第三军总部取得联系，获得“山东人民抗日救国军第三军第三大队”番号。其时，黄县抗日救亡团共四五十人但缺乏武器。1月30日，第三大队正式成立，李希孔任大队长，王子敏任副大队长。2月5日，日军占领黄县城。2月1O日，黄县维持会偷袭三大队驻地未果，使三大队进一步扩张。由于黄县维持会内讧，原黄县民众教育馆馆长王景宋出面恢复了黄县县政府，王景宋任县长。第三大队得到胶东特委认可后与王景宋合作，于3月3日驻进黄县外城文昌庙，暂编为抗日战争第五战区游击指挥部第九纵队第二支队，李希孔任支队长、宋兆炼任副支队长。第三大队与王景宋部合编后，收缴了原黄县维持会几个保卫团的枪支，人数也进一步扩充。1938年4月末，第二支队联合八路军鲁东游击第七、八支队迫使王景宋部缴械并将其整编，之后恢复了原第三大队番号。1938年5月，三大队根据胶东特委和第三军总部的命令，与九大队等合编为“山东人民抗日救国军第三军第四路”。三军四路指挥部由李希孔任指挥，宋兆炼任副指挥，陈迈千任政委，宋竹庭任参谋长，仲曦东任政治部主任，下设三个大队共400多人。
1938年2月3日，中共蓬莱县委发动抗日武装起义，宣布成立“山东人民抗日救国军第三军第三大队”，于仲淑任大队长、于眉任政委。第三大队成立后，很多当地武装前来投靠，其中2月8日率潮水镇自卫队加入三大队的镇长周雍鹤被蓬莱县委委任为大队长，于仲淑改任副大队长。到2月13日，三大队已经从起义时的100余人发展到350余人，拥有长短枪330余支。不久，根据胶东特委指示改称“山东人民抗日救国军第三军第二路”，三军二路指挥部由周雍鹤任指挥、于仲淑任副指挥、于眉任政治特派员、张少申任参谋长，下设两个大队。3月份，增至五个大队。三军二路于2月25日进驻大辛店，并建立政治部，于眉兼任主任。3月4日，三军二路部队逼近蓬莱县城，受到了蓬莱县临时政府的迎接，撤离县城后到马格庄收缴了当地乡校中队的武器。而临时政府则联系驻烟台日军要求派兵增援，日军派周华东率180多人进驻蓬莱城。3月18日，三军二路再次攻打蓬莱城。三天后，城内武装投降被缴械。3月26日，成立了蓬莱县抗日民主政府，于仲淑任县长，下设秘书、财政等8个处。于仲淑任县长后，改由于寄愚出任三军二路指挥，由于当地武装投靠，成立了六到九大队和警卫大队、县政府保卫大队。至此，三军二路下辖11个大队，约2500人。同年7月，三军二路所属部队按三军总部要求整编为二路二营和二路五营。
1938年2月7日，中共牟海临时工委书记宋竹庭与中共胶东特委委派的王亮等八人在地下党员贺致平的帮助下袭击了牟海县育黎乡校，缴获了一些枪械物资，并吸收了五名乡校队员参加八路军。2月8日，他们一行与驻在文登县崔家口的第三军总部汇合，不久成立了“山东人民抗日救国军第三军第五大队”，王亮任大队长，宋竹庭任政委。
1938年1月，中共莱阳县委建立中华民族解放先锋队莱阳县武装宣传队，并以其为基础在2月底举行武装起义成立了“山东人民抗日救国军第三军第九大队”，庄国瑞任大队长、宫兼三任副大队长、张子明任政委。3月17日，第九大队配合当地乡校武装和民先队员对进犯莱阳的青岛日军进行了阻击。3月下旬，一支由王子芳、刘恒山等中共党员和招远南部各村进步青年组成的60余人的抗日队伍加入第九大队，民先招远县队部也派了20多人加入第九大队。4月中旬，已有150余人的九大队奉命到蓬莱与第三军总部会合，被整编为3个中队，王子芳、林子彬、秦鹏飞分别担任中队队长。5月，第九大队与第三大队等在黄县合编为“山东人民抗日救国军第三军第四路”，其中第九大队改编为第三军第四路第二十四大队。
8月12日，中共掖县县委所部胶东抗日游击第三支队根据山东省委的指示编入山东人民抗日救国军第三军，原第三支队的大部被编为第三军第六十二团，郑耀南任团长，其余一部被编为第三军第五十五团。
9月18日，第三军与山东抗日第五纵队等合编为八路军山东人民抗日游击队第五支队，12月又改为八路军山东纵队第五支队，宋澄任支队政委。